# Aphanus
Aphanus is een geslacht van wantsen uit de familie bodemwantsen (Lygaeidae). Het geslacht werd voor het eerst wetenschappelijk beschreven door Laporte de Castelnau in 1833.

## Soorten
Het genus bevat de volgende soorten:

- Aphanus aethiops (Douglas, J.W. & J. Scott, 1868)
- Aphanus carpenteri (Slater, J.A., 1964)
- Aphanus contractus Theobald, 1937
- Aphanus dilatatus Theobald, 1937
- Aphanus littoralis Distant, 1918
- Aphanus murchisonae Heer, 1853
- Aphanus oculatus (Germar, E.F., 1837)
- Aphanus pulchellus Heer, 1853
- Aphanus rolandri (Linnaeus, 1758)
- Aphanus zucholdi (Giebel *, 1856)